# Märta Wikström
Märta Wikström, född 30 september 1887, död 16 november 1976, var en svensk advokat. Hon var en av Sveriges första kvinnliga jurister (1925). 